# 野崎真助
野崎 真助（のざき ますけ、1975年12月10日 - ）は、日本のドラマーである。石川県立金沢泉丘高等学校卒業。
音楽界ではMASUKE（マスケ）の愛称で呼ばれている。弟の野崎森男も同じくミュージシャンでベーシストである。

## 活動歴
aiko・井上陽水・いきものがかり・Kalafina・ポルノグラフィティなどのライブサポートやレコーディングに参加。

## エピソード
見た目とは違ってとても優しい心・古風な姿勢を持っている。

## 参加アーティスト
- aiko
- 浅田信一
- 絢香
- 泉綾菜
- 井上陽水
- 大森洋平
- 岡北有由
- 梶浦由記
- 我那覇美奈
- Kalafina
- 川嶋あい
- 関ジャニ∞
- 城南海
- Kimeru
- 清木場俊介
- KinKi Kids
- KOKIA
- Cocco
- 小柳ゆき
- cork
- さめざめ
- 神田沙也加
- THE SALINGER
- シギ
- 鈴木聖美
- 鈴木彩子
- supercell
- 住岡梨奈
- 世良公則
- Sowelu
- 高橋克典
- 千綿ヒデノリ
- T.M.Revolution
- DOGGY BAG
- 豊崎愛生
- 鳳山雅姫
- The Trip Whiite Hornet（谷口宗一）
- 永井真理子
- 中川翔子
- 長渕剛
- 南里侑香
- 日食なつこ
- Honey L Days
- 浜田省吾
- 広沢タダシ
- FictionJunction
- 福井麻利子
- 藤井隆
- ブライアン新世界
- フリーウェイハイハイ
- BREATH
- ポルノグラフィティ
- MAMALAID RAG
- みつき
- miwa
- 森山良子
- LiSA
- LISAGO
- Lita
- little by little
- WILD STYLE
- 渡瀬マキ
- 渡辺美里